# Ту-Бріджес
Ту-Бріджес (англ. Two Bridges) — нейборгуд Мангеттена в Нью-Йорку, розташований на південній частині Нижнього Іст-Сайду та Чайна-тауну на набережній Іст-Рівер, біля підніжжя Бруклінського та Мангеттенського мостів. Протягом більшої частини своєї історії цей район вважався частиною Нижнього Іст-Сайду. Two Bridges традиційно був іммігрантським районом, раніше населеним іммігрантами з Європи, а нещодавно з Латинської Америки та Китаю. Історичний район Два мости був внесений до Національного реєстру історичних місць у вересні 2003 року.
Ту-Бріджес складається з поєднання багатоповерхових будинків, які включають забудови соціального житла зі змішаним доходом, а також державне житло, надане Управлінням житлового будівництва міста Нью-Йорк.